# Israelândia
Israelândia este un oraș în Goiás (GO), Brazilia.